# 名古屋津島バイパス
名古屋津島バイパス（なごやつしまバイパス）は、愛知県海部郡大治町西之川を起点とし、同県津島市ヨシヅヤ津島本店付近へ至る予定の愛知県道68号名古屋津島線のバイパス道路である。

## 概要

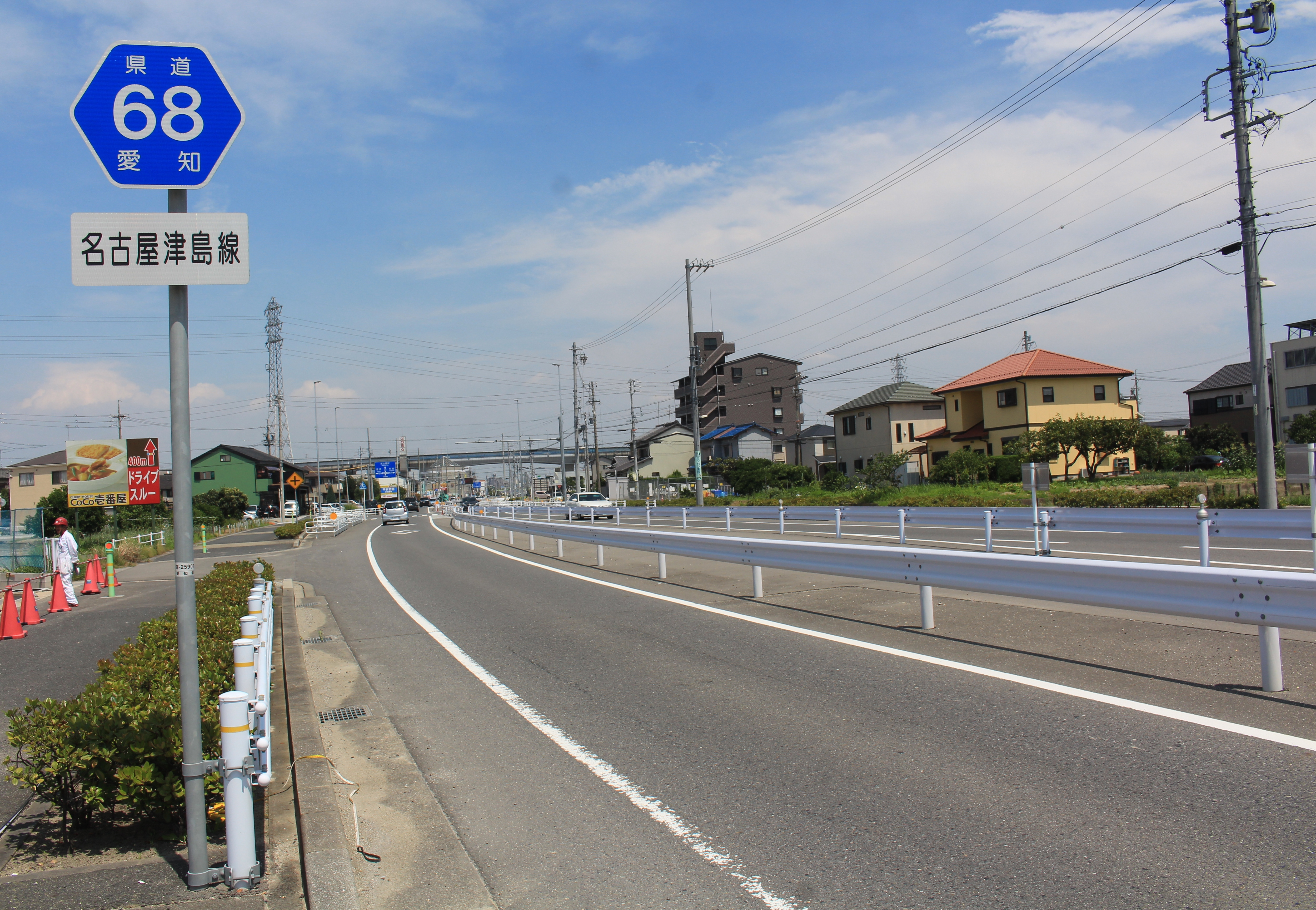
名古屋津島バイパス、西條平ヶ野交差点付近、愛知県海部郡大治町西條尼ケ須賀、遠景は名古屋第二環状自動車道と国道302号（名古屋環状2号線）との西之川交差点

区間としては西之川（国道302号（名古屋環状2号線）との交差点）から西にある既存の2車線の町道の土地を大治町西条佐渡付近までそのまま一部利用し、そこから先は南西方向へ用地を買収し建設、暫定的に4車線化する計画である。だが、福田川に架かる橋など、現在開通中の区間は大治町内とあま市内のみである。大部分が未着工または用地買収のめども立たず、完成するのかどうかも疑問である。なお、現在開通している区間については2012年（平成24年）5月19日に一般開放された。
津島市の津島日光橋は本線の一部であり現在愛知県道68号名古屋津島線の本線である。本線の地下には下水道の本管が通っており、下水道のない地域の減少、及び水害の軽減への効果も期待されている。

### 路線データ
- 起点：愛知県大治町西之川（国道302号（名古屋環状2号線）との交差点）
- 終点：愛知県津島市大字津島新開

## 通過する自治体
- 愛知県
  - 海部郡大治町
  - あま市
  - 津島市

## 接続する路線
- 環状2号（名古屋環状2号線・国道302号）

## 周辺
- ヨシヅヤ津島本店
- 海部東部消防本部南分署
- あま市七宝庁舎